# Banco Central da Tunísia
O Banco Central da Tunísia,(Árabe:البنك المركزي التونسي) é o banco central da Tunísia. O banco situa-se em Túnis e seu atual governador é Taoufik Baccar.

## Historia

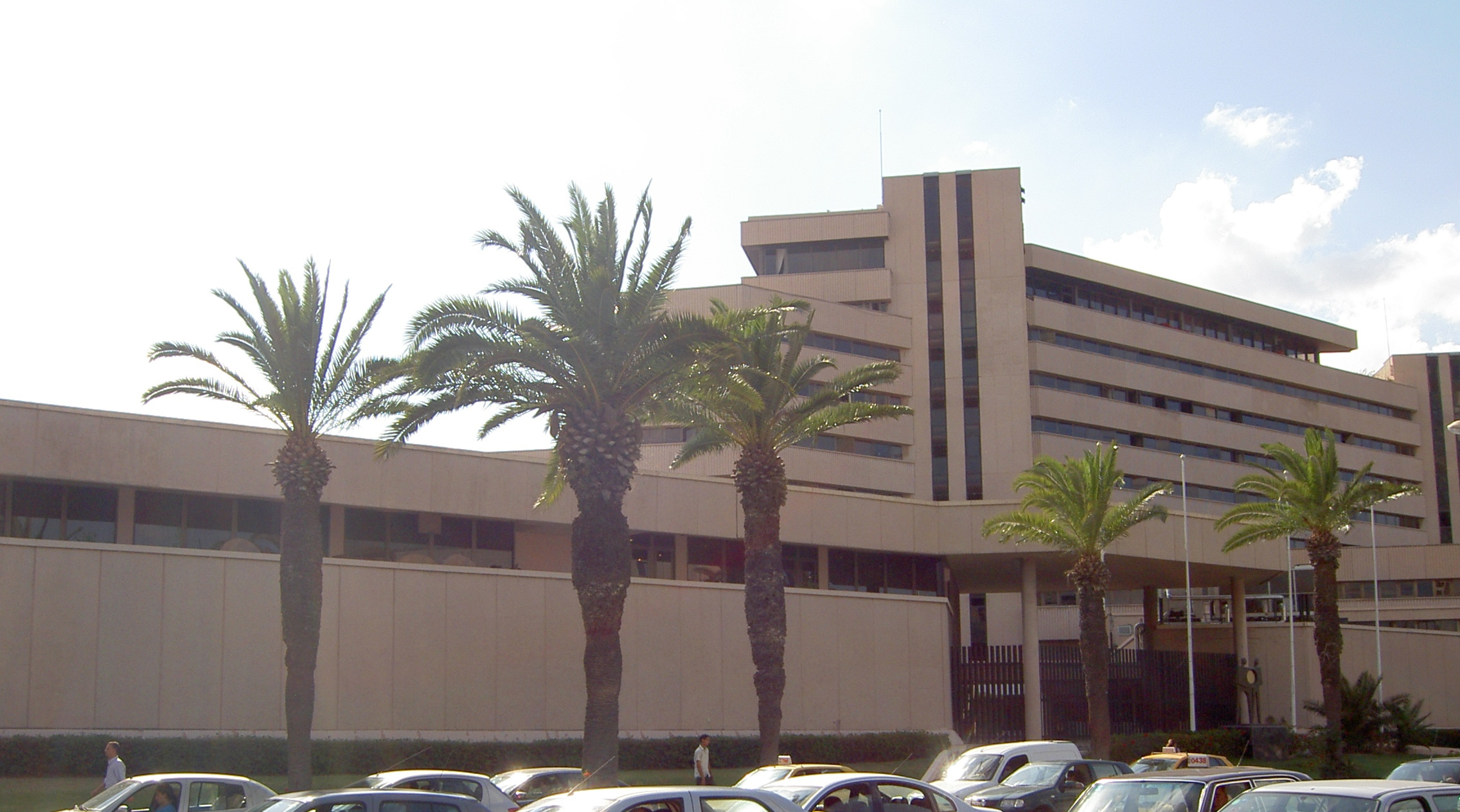
Siège do Banque centrale de Tunisie

A Tunísia obteve a independência em 1956. O Banco Central da Tunísia foi formado dois anos mais tarde, em 19 de Setembro de 1958, Lei n º 58-90, que estabelece e organiza a BCT, é promulgada. Em 18 de Outubro, Lei n º 58-109, que institui o dinar tunisiano para substituir o franco tunisiano, por sua vez, é promulgada. Ambas as leis entrarão em vigor em 3 de novembro.

## Operações
O BCT possui 12 Filiais bancárias.

## Governadores
- 1958-1970 : Hédi Nouira
- 1970-1972 : Ali Zouaoui
- 1972-1980 : Mohamed Ghenima
- 1980-1986 : Moncef Belkhodja
- 1986-1987 : Mohamed Skhiri
- 1987-1990 : Ismail Khelil
- 1990-2001 : Mohamed El Béji Hamda
- 2001-2004 : Mohamed Daouas
- 2004-         : Taoufik Baccar

## Ligações Externas
- Banque Centrale de Tunisie